# 山本久右衛門
山本 久右衛門（やまもと きゅうえもん）は、天保年間に陸奥国から蝦夷地に進出した商人。「久右衛門」は3代にわたって襲名されている。

## 歴代
初代・山本久右衛門
1816年（文化13年）、陸奥国田名部に生まれる。1842年（天保13年）、松前藩福山へ渡り、米・味噌・塩を取り扱う商店を開く。
1858年（安政5年）、没。
2代目・山本久右衛門（吉蔵）
初代の弟。1834年（天保5年）、田名部に生まれる。
1855年（安政2年）、子がいなかった兄の養子となり、福山へ渡る。久右衛門を襲名後は漁業に進出し、天売島・焼尻島・利尻島・礼文島に合わせて30カ統以上の漁場を持つに至る。
1897年（明治30年）、娘婿に家督を譲って引退。翌1898年（明治31年）に病没した。
3代目・山本久右衛門（渡邊辰五郎）
越後国三島郡藤川村生まれ。1883年（明治16年）、2代目・久右衛門の娘婿となる。
1903年（明治36年）か1904年（明治37年）に本拠地を小樽に移す。以後、海運業を中心に大きく活躍し、小樽倉庫社長を務めたほか、1914年（大正3年）には北日本汽船の設立に携わっている。
なお、札幌市厚別区厚別町山本地区は、北海道から土地の払い下げを受けた3代目・久右衛門が1909年（明治42年）に開墾を始めた地域である。
4代目・山本厚三（平沢厚三）
3代目の養子。衆議院議員を務めるなど多方面で活躍した。